# Volodymyr
Volodymyr (Володимир in ucraino, Włodzimierz in polacco, Lodomeria in latino; fino al 15 dicembre 2021 Volodymyr-Volyns'kyj) è una città ucraina (37 910 abitanti), nel distretto di Volodymyr, nell'oblast' di Volinia. Ospita l'amministrazione del distretto di Volodymyr e della comunità territoriale di Volodymyr, una delle comunità territoriali dell'Ucraina.
Fino al 18 luglio 2020 Volodymyr costituiva una città di rilevanza regionale e fungeva da centro amministrativo del distretto di Volodymyr-Volyns'kyj sebbene non appartenesse al distretto. Come parte della riforma amministrativa che ha ridotto a quattro il numero dei distretti dell'oblast' di Volinia, la città fu integrata nel distretto di Volodymyr-Volyns'kyj.

## Storia
La città è stata la capitale dell'antica regione storica della Volinia e co-capitale del Principato di Galizia-Volinia. Nel XIV secolo il metropolita Theognostus di Rus' risiedette nella città per diversi anni prima di spostarsi a Mosca.
Nel XVI secolo (1580 o 1584) vi nacque Giosafat Kuncewycz, in seguito martire e santo della Chiesa cattolica, mentre nel XX secolo vi nacque Jerzy Antczak. La città fu parte della Polonia nel periodo 1569-1795 e 1919-1939.
Nel corso della seconda guerra mondiale, nelle vicinanze della città ebbe sede un campo di concentramento nazista. Durante il periodo della guerra fredda esistette una base sovietica nella città di Chovtnevoj sita a nord-est di Volodymyr. La popolazione attuale (censimento del 2004) è di circa 38 000 abitanti. 5 km a sud di Volodymyr si trova Zymne, dove esiste un antico monastero ortodosso.

## Monumenti e luoghi d'interesse
- Cattedrale dell'Assunzione
- Cattedrale della Natività
- Museo storico di Volodymyr

## Amministrazione

### Gemellaggi
Volodymyr è gemellata con:
- Kętrzyn[senza fonte]